# Cdp.pl
cdp.pl (до 21 сентября 2012 назывался CD Projekt Sp. z o.o.) — польский издатель компьютерных игр.
Компания была основана в мае 1994 года Марчином Ивиньским (пол. Marcin Iwiński) и Михалом Кичиньским (пол. Michał Kiciński). Изначально она занималась изданием и распространением программ на территории Польши. CD Projekt Sp. z o.o. стала первым польским издателем программ на CD и долгое время была единственной польской компанией, специализирующейся на издании компьютерных игр и обучающих программ. В ноябре 2014 года компания стала независимой от CD Projekt.
В апреле 2020 года компания объявила о банкротстве из-за ситуации с коронавирусом в Польше.